# DUSP6
DUSP6‏ (Dual specificity phosphatase 6) هوَ بروتين يُشَفر بواسطة جين DUSP6 في الإنسان.